# Blavignac
Blavignac  község Franciaország déli részén, Lozère megyében. 2011-ben 260 lakosa volt.

## Fekvése
Blavignac az  Margeride-hegység nyugati előterében fekszik, 963 méteres  (a községterület 793-1106 méteres) tengerszint feletti magasságban, a Truyère folyó völgye felett, Saint-Chély-d’Apchertől 11 km-re északkeletre a Blavignac patak völgyében.
Nyugatról Albaret-Sainte-Marie, északkeletről Saint-Léger-de-Malzieu, délkeletről Le Malzieu-Ville és Saint-Pierre-le-Vieux, délről Saint-Chély-d’Apcher, délnyugatról pedig Les Monts-Verts községek határolják. Keleti határát a Truyère szurdokvölgye alkotja.
A községhez tartoznak Le Rouveyret, Blavignaguet, La Brugère, La Vessisre, Farges, La Petge, Le Mazel, Chassagnes és La Vaissière szórványtelepülések.
Saint-Chély-d’Apcher-val a D75-ös (11 km), Malzieu-vel (7 km) a D4-es megyei út teremt összeköttetést.

## Története
A történelmi Gévaudan egykori Apcher-i báróságához tartozó faluban az okcitán nyelv auvergne-i dialektusát beszélik.

### Demográfia
| Év   | Lakosság |
| ---- | -------- |
| 1793 | 438      |
| 1851 | 462      |
| 1876 | 505      |
| 1901 | 535      |
| 1936 | 321      |

| Év   | Lakosság |
| ---- | -------- |
| 1946 | 291      |
| 1954 | 269      |
| 1962 | 275      |
| 1968 | 207      |

| Év   | Lakosság |
| ---- | -------- |
| 1975 | 162      |
| 1982 | 246      |
| 1990 | 273      |
| 1999 | 225      |
| 1999 | 236      |

## Nevezetességei
- A Saint-Julien-templom a 12. században épült román stílusban; berendezéséhez tartozik Szűz Mária 17. századi aranyozott faszobra.
- Truyère szurdokvölgye

## Kapcsolódó szócikk
- Lozère megye községei